# Saint-Agnant (Charente-Maritime)
Saint-Agnant település Franciaországban, Charente-Maritime megyében. Lakosainak száma 2774 fő (2022. január 1.). Saint-Agnant Beaugeay, Champagne, Échillais, Saint-Jean-d’Angle, Soubise és Trizay községekkel határos.

## Népesség
A település népessége az elmúlt években az alábbi módon változott:
| Lakosok száma | 1205 | 1594 | 1830 | 2285 | 2614 | 2673 | 2682 | 2700 | 2737 | 2774 |
|               | 1968 | 1982 | 1990 | 2006 | 2013 | 2015 | 2017 | 2019 | 2020 | 2022 |